# 馬倫斯
馬倫斯是一个美國城市，位於西维吉尼亚州怀俄明州县。根據2010年的人口普查，當地人口為1,559人。

## 地理
該市位于37°35′5″N 81°23′5″W / 37.58472°N 81.38472°W (37.584678,-81.384736)。
根据美国人口普查局，该市的总面积為1.85平方英里（4.79平方），其中，1.80平方英里（4.66平方）為陸地，0.05平方英里（0.13平方）為水域。